# Розподіл Парето для втрат у страхуванні
Для правильного управління страховою компанією велике значення має інформація про загальний розмір вимог про виплату за певний період часу. Для правильних висновків потрібно сконцентрувати увагу на одній з складових загального розміру вимог про виплату — на розмірах окремих вимогах про виплату. Передбачається, що зазначені розміри окремих вимог описуються спеціальними розподілами.
Існує багато розподілів, що застосовуються для опису втрат страховика. Одним з таких є розподіл Парето.

## Визначення
Розподіл Парето в теорії імовірностей — це двопараметрична сім'я абсолютно неперервних розподілів.
Випадкова величина У має розподіл Парето з параметрами {\displaystyle {\lambda }>0} і {\displaystyle {\alpha }>0}, якщо її щільність задана як:
{\displaystyle f_{Y}(x)={\frac {\alpha }{\lambda }}\left({\frac {\lambda }{\lambda +x}}\right)^{(\alpha +1)}}
Функція розподілу в цьому випадку задана як:
{\displaystyle F_{Y}(x)=1-\left({\frac {\lambda }{\lambda +x}}\right)^{\alpha }}

## Моменти
Середнє значення для випадкової величини, що має розподіл Парето, визначається як:
{\displaystyle EY=\int _{0}^{\infty }{x}*{\frac {\alpha }{\lambda }}\left({\frac {\lambda }{\lambda +x}}\right)^{(\alpha +1)}}
{\displaystyle dx={\frac {\lambda }{\alpha -1}}}
Для другого моменту маємо:
{\displaystyle EY^{2}=\int _{0}^{\infty }{x^{2}}*{\frac {\alpha }{\lambda }}\left({\frac {\lambda }{\lambda +x}}\right)^{(\alpha +1)}}
{\displaystyle dx={\frac {2\lambda ^{2}}{(\alpha -1)(\alpha -2)}}}
Звідси одержуємо вираз для дисперсії:
{\displaystyle VarY=EY^{2}-{(EY)^{2}}={\frac {\alpha \lambda ^{2}}{(\alpha -1)^{2}(\alpha -2)}}}
Як було зазначено, кінцевий середній розподіл Парето маємо тільки при {\displaystyle {\alpha }>1} , а кінцеву дисперсію — при {\displaystyle {\alpha }>2}
Коефіцієнт варіації випадкової величини, що має розподіл Парето рівний {\displaystyle WY={\frac {\sigma {Y}}{EY}}={\sqrt {\frac {\alpha }{\alpha -2}}}}

## Використання у страхуванні
Можна зробити висновок, що коефіцієнт варіації завжди більше одиниці. Це свідчить про те, що характерна особливість розподілу Парето, а саме імовірність великих значень позовів, достатньо велика.
Порівнюючи розподіл Парето ще з одним розподілом, таким як експоненціальний, можна зробити висновок що перший так як і другий асиметричний, проте «хвіст» у нього важчий, тобто імовірність великих розмірів відшкодувань більше, ніж при експоненціальному розподілі.

## Приклад розрахунку
Для прикладу використаємо дані про розмір 96 окремих вимог про виплату, зроблених по деякому виду страхування.
Таблиця. Розмір окремих вимог про виплату(у.о)
| 24   | 26   | 73    | 84    | 102   | 115   |
| 132  | 159  | 207   | 240   | 241   | 254   |
| 268  | 272  | 282   | 300   | 302   | 329   |
| 346  | 359  | 367   | 375   | 378   | 384   |
| 452  | 475  | 495   | 503   | 531   | 543   |
| 563  | 594  | 609   | 671   | 687   | 691   |
| 716  | 757  | 821   | 829   | 885   | 893   |
| 966  | 1053 | 1081  | 1083  | 1150  | 1205  |
| 1262 | 1270 | 1351  | 1385  | 1498  | 1546  |
| 1565 | 1635 | 1671  | 1706  | 1820  | 1829  |
| 1855 | 1873 | 1914  | 2030  | 2066  | 2240  |
| 2413 | 2421 | 2521  | 2586  | 2727  | 2787  |
| 2850 | 2989 | 3110  | 3166  | 3383  | 3443  |
| 3512 | 3515 | 3531  | 4068  | 4527  | 5006  |
| 5065 | 5481 | 6046  | 7003  | 7245  | 7477  |
| 8738 | 9197 | 16370 | 17605 | 25318 | 58524 |

Розрахуємо деякі статистичні характеристики даної таблиці:
Середнє значення: {\displaystyle {\bar {x}}=2989}
Дисперсія: {\displaystyle \delta ^{2}={\bar {x^{2}}}-{\bar {x}}^{2}=46521900}
Для моделювання нам потрібно знайти оцінки параметрів {\displaystyle {\hat {\alpha }}} та {\displaystyle {\hat {\lambda }}}.
Дані оцінки розподілу Парето з використанням методу моментів знаходяться із системи:
{\displaystyle {\frac {\lambda }{\alpha -1}}=2989}
{\displaystyle {\frac {\alpha \lambda ^{2}}{(\alpha -1)^{2}(\alpha -2)}}=46521900}
Розрахувати їх можна через "пошук рішення" в Excel.
В даному прикладі {\displaystyle {\hat {\alpha }}=2,48}, а {\displaystyle {\hat {\lambda }}=4409}.
Тоді функція розподілу матиме вигляд:
{\displaystyle F_{Y}(x)=1-\left({\frac {4409}{4409+x}}\right)^{2,48}}

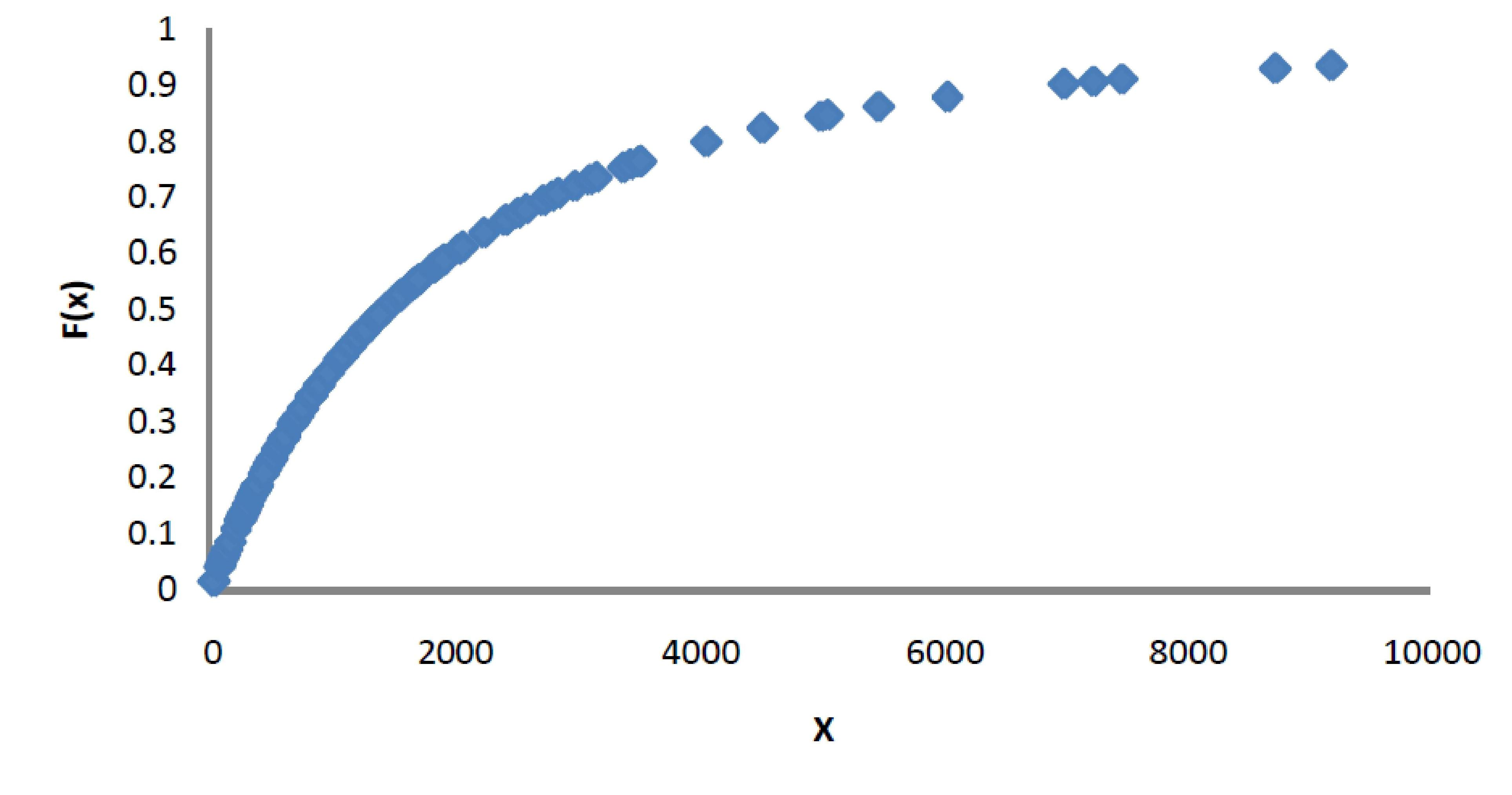
Рис.1 Функція розподілу Парето в страхуванні

А щільність розподілу Парето буде задана як:
{\displaystyle f_{Y}(x)={\frac {2,48}{4409}}\left({\frac {4409}{4409+x}}\right)^{(2,48+1)}}

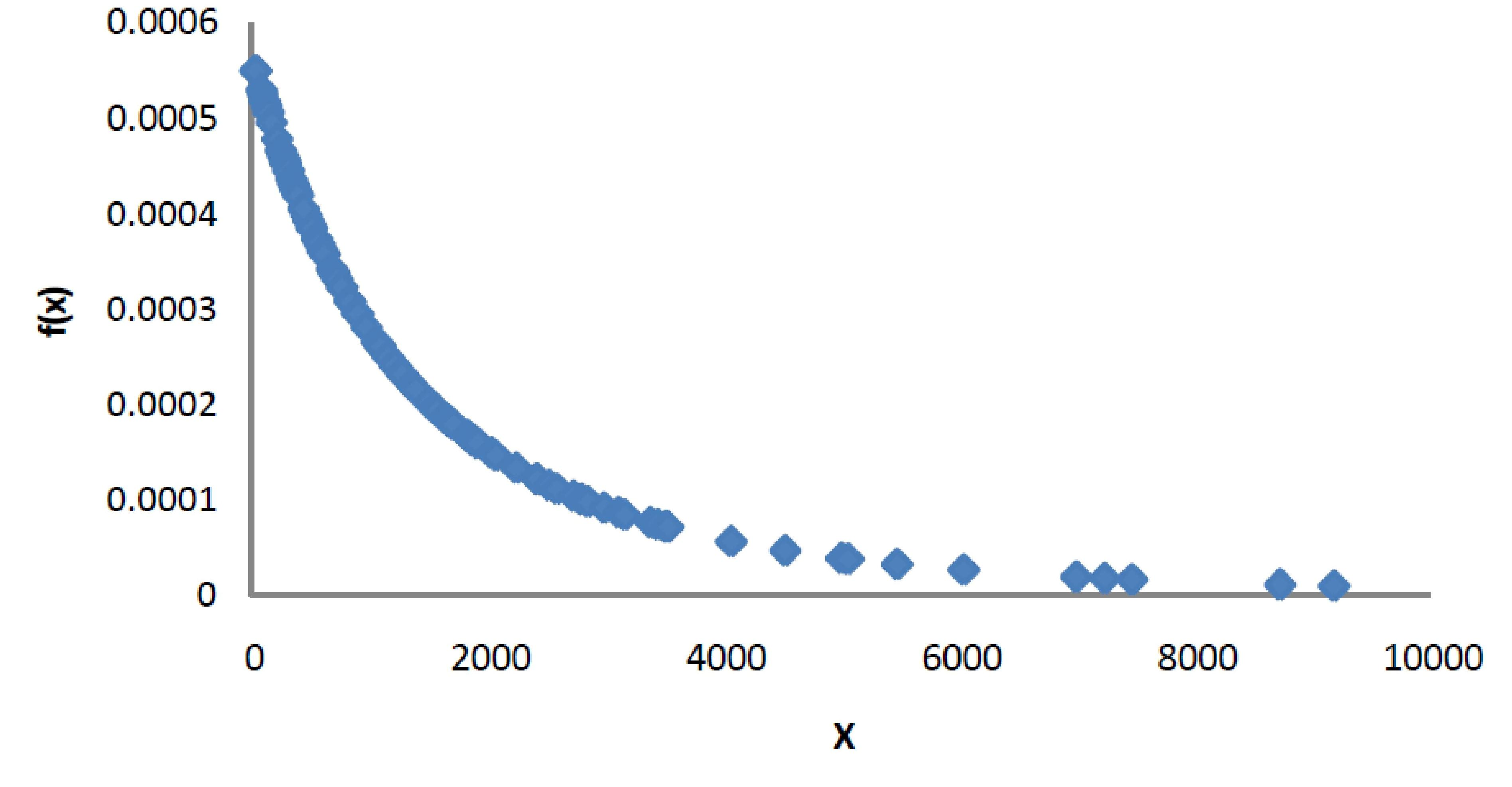
Рис.2 Щільність розподілу Парето в страхуванні